# Serial-Killer-Film
Der Serial-Killer-Film, auch Serienmörderfilm oder Serienkillerfilm, ist ein Subgenre des Kriminalfilms und kann Elemente des Thrillers, des Polizeifilms oder des Horrorfilms enthalten. Er thematisiert die Taten von Serienmördern und kann sowohl aus der Täterperspektive, als auch aus Opfersicht oder dem Blickpunkt der Ermittler erzählen.

## Geschichte
Die ersten Serial-Killer-Filme waren Verarbeitungen literarischer Vorbilder wie etwa einer
Jack-the-Ripper-Geschichte in Alfred Hitchcocks The Lodger (1927). Das kriminologische Phänomen des Serienmords kam erstmals verstärkt in den öffentlichen Fokus, als Ed Gein seiner Taten überführt wurde. Robert Bloch ließ sich durch diesen Fall eines auf seine Mutter fixierten Serienmörders zu seinem Roman Psycho inspirieren, den Alfred Hitchcock 1960 verfilmte. Hitchcock schuf damit den prototypischen Psychothriller und stellte erstmals den krankhaften Typ eines Täters in das Zentrum filmischer Betrachtung. In der Folge entstanden Filme, die das Thema aufnahmen und sich an Hitchcocks erfolgreiches Muster anlehnten, etwa Griff aus dem Dunkel von Karel Reisz aus dem Jahr 1964.
In den 1970er Jahren wurde die Thematik des Serienmords vielfach im Film aufgegriffen, als vermehrt reale Morde wie die der Manson Family, der Hillside Stranglers oder des
Son of Sam im Interesse der Öffentlichkeit standen. Tobe Hoopers Blutgericht in Texas (1974) bildet einen ersten Höhepunkt der Welle an Serial-Killer-Filmen und verbindet das Motiv mit modischen Elementen des Kannibalenfilms. John Carpenter prägte mit dem Serienmörderfilm Halloween (1978) das bis heute populäre Subgenre des Slasher-Films. Im Gegensatz zum reißerischen Einsatz der Gewalt in diesen Filmen inszenierte Ulli Lommel in Die Zärtlichkeit der Wölfe (1973) das Leben des Jungenmörders Fritz Haarmann in der theaterhaften Tradition der Fassbinder-Filme und als Vampirfilm mit Anleihen an das expressionistische Kino.
In den 1980er Jahren dominierten verstörende Erzählstrategien den Serial-Killer-Film. In Werken wie Maniac (William Lustig, 1980), Henry: Portrait of a Serial Killer (John McNaughton, 1986) oder Mann beißt Hund (Rémy Belvaux, 1992) wird dem Zuschauer die Perspektive des Täters aufgezwungen, die ausgeübte Gewalt somit in oft zynischer Weise als Bestandteil täglichen Lebens präsentiert.
Die Romane von Thomas Harris und Bret Easton Ellis bildeten die Grundlage für eine zweite große Welle des Serial-Killer-Films in den 1990er Jahren. Besonders Das Schweigen der Lämmer (Jonathan Demme, 1991) definierte die Figur des Serienmörders neu; er wird von Anthony Hopkins in charismatischer Weise dargestellt, der Zuschauer verliert durch Bildästhetik und Dramaturgie die Distanz zum Täter. Die Oscar-Prämierungen des Films sorgten für den endgültigen Einzug des Serienmördergenres in den Hollywood-Mainstream mit Filmen wie Copykill (Jon Amiel, 1995), Sieben (David Fincher, 1997), … denn zum Küssen sind sie da (Gary Fleder, 1997), Jenseits der Träume (Neil Jordan, 1999) oder The Cell (Tarsem Singh, 2000), Red Dragon (Brett Ratner, 2002).

## Motive
Arno Meteling sieht ein prägendes Motiv im Serial-Killer-Film in der „Serialisierung von Gewalt“: „Die Aura der unerhörten Begebenheit wird zu einem Serienprodukt.“ Oft ist diese nicht enden wollende Gewaltspirale angesiedelt in einer verstörenden Großstadt-Kulisse. Deutlich wird diese zerstörerische Kraft des Großstadtlebens auf das Individuum bereits in Fritz Langs M – Eine Stadt sucht einen Mörder (1931). In den jüngeren Serial-Killer-Filmen wird häufig exploitativ dargestellte Gewalt in einen Kontext von Kunst und Hochkultur gesetzt oder philosophisch oder religiös verbrämt, wobei die Täter überdurchschnittlich gebildet und intelligent sind (Das Schweigen der Lämmer, Sieben). Dies diene nach Metelings Meinung dazu, die Filme selbst als Kunstprodukte diskursfähig zu halten.
Stefan Höltgen untersucht in seiner Forschungsarbeit „Schnittstellen: Die Konstruktion von Authentizität im Serienmörderfilm“ den Serienmörderfilm auf seine Authentizitätsästhetiken. Er stellt dabei fest, dass durchaus nicht nur diejenigen Filme mit kriminalhistorischer Vorlage die künstlerischen Mittel des Films, aber auch die Paratexte dazu nutzen, um einen gesteigerten Realitätseindruck zu vermitteln. Serienmörderfilme versuchen über Affekt-Ästhetiken und den Anschein von Authentizität eine körperliche Reaktion im Zuschauer hervorzurufen, die das Geschehene „erfahrbar“ macht und so hilft, das kulturelle Trauma, dass der Serienmord darstellt, durch Wiederholung in der Kunst abzuarbeiten. Höltgen richtet sich daher gegen jede Zensurbestrebung, die die Gewaltdarstellungen in den Filmen „unterschlagen“ will und diskutiert prominente Zensurfälle, darunter Blood Feast, Blutgericht in Texas, Peeping Tom und jüngst The Last Horror Movie. Diese Verbote seien Versuche einer hegemonialen Lektüre der Filme, bei der sich über in Zensurgutachten protokollierte Sichtungs- und Deutungsfehler die Affektreaktion der Zensoren mehr oder weniger deutlich nachweisen lässt.